# Алипов, Сергей Юрьевич
Али́пов Серге́й Ю́рьевич (род. 10 января 1952, Жданов, Сталинская область) — советский и российский скульптор.

## Биография
Сергей Алипов родился в 1952 году в городе Жданов. Учился в Ленинградском институте живописи, скульптуры и архитектуры имени И. Е. Репина с 1972 по 1978 год под руководством скульптора Михаила Керзина. Выполнил дипломную работу «Сергей Есенин» (1978, гипс).
Участник выставок с 1977 года. В 1985 году выполнил памятник, посвящённый боевым и трудовым подвигам рабочих завода имени Калинина, оформленный многофигурным горельефом, состоящим из четырёх композиций: «Революционный марш», «Всё для фронта», «Сталевар», «Наши современники» (кованая медь; совместно со скульптором П. Шевченко, архитектором В. Громенковым). Создал памятник Альфреду Нобелю для Санкт-Петербурга (1991, бронза, гранит; совместно со скульптором П. Шевченко, архитектором В. Жуйковым), за создание которого в 2003 году награждён серебряной медалью Российской Академии художеств. В 1991 году участвовал в создании памятника экипажу подводной лодки Комсомолец в городе Западная Лица Мурманской области (бронза, гранит; совместно со скульптором П. Шевченко, архитектором С. Чобаном).
В 2011 году сделал бюст Николая II, в Павловске, рядом с Никольским собором на Артиллерийской улице д. 2. бронза, гранит. В 2012—2014 году у алтаря Тихвинского Казачьего собора создал к имеющемуся бюсту Николая II, бюст цесаревича и Александры Фёдоровны, бронза, гранит арх. П. Локтионов. Там же в 2016 году установил полуфигуру митрополита Иоанна Снычёва. Бронза. Гранит. арх П. Локтионов.
В 2016 году в городе Вытегра был открыт памятник поэту Николаю Клюеву. Бронза, гранит. арх. Л Беркович.

## Основные работы
- «Сергей Есенин» (дипломная работа, 1978)
- Памятник, посвященный боевым и трудовым подвигам рабочих завода им. М. И. Калинина (кованая медь; совместно со ск. П. О. Шевченко, арх. В. Громенковым, 1985)
- Памятник А. Б. Нобелю в Санкт-Петербурге (бронза, гранит; совместно со ск. П. О. Шевченко, арх. В. Н. Жуйковым, 1991)
- Памятник экипажу подводной лодки Комсомолец в г. Западная Лица Мурманской обл. (бронза, гранит; совместно со ск. П. О. Шевченко, арх. С. Э. Чобаном, 1991)
- Бюст Николаю II в Санкт-Петербурге (Бронза, гранит, 2002)

## Награды
- Серебряная медаль Российской Академии художеств, 2003.